# 필리버스터

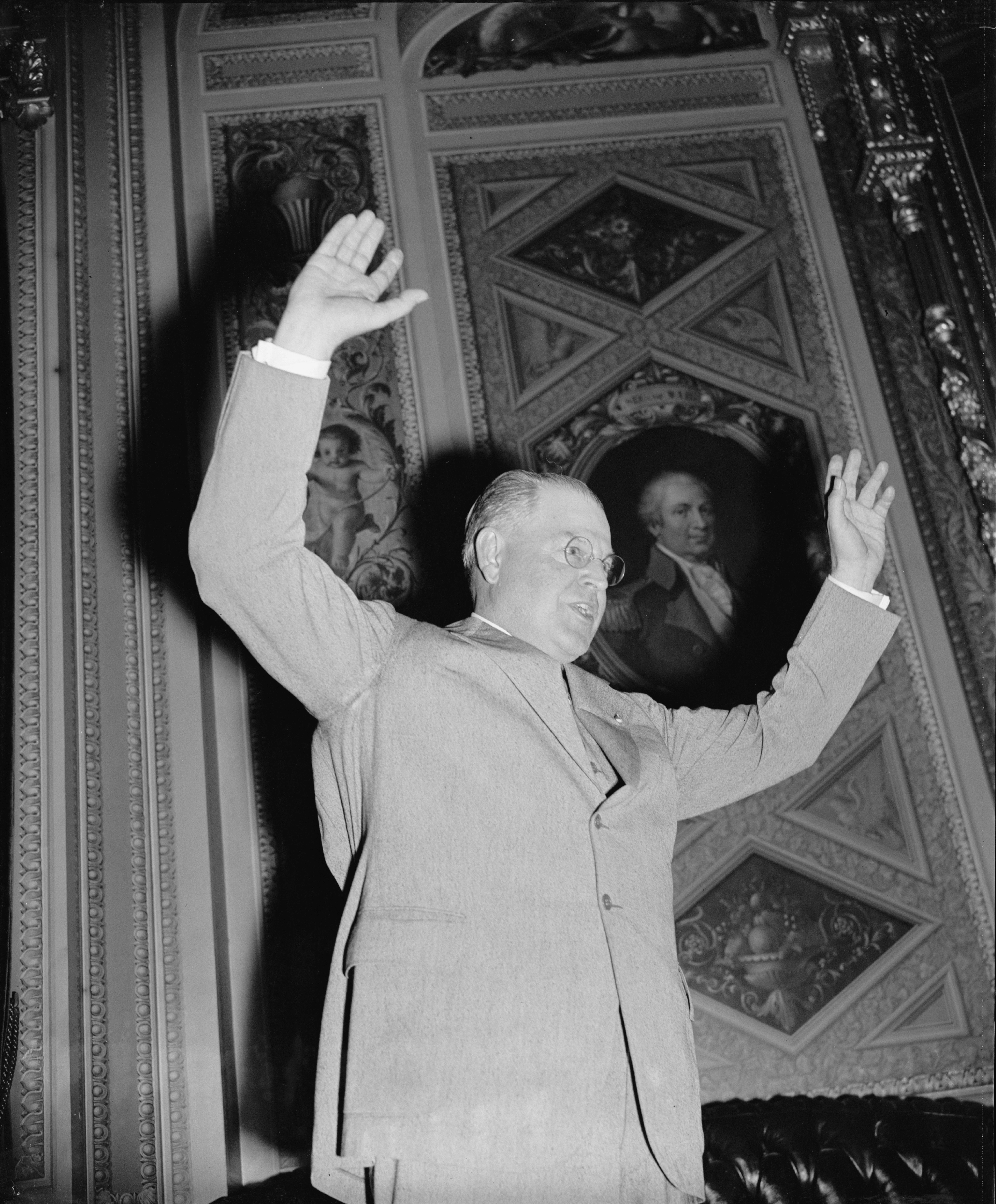
워렌 오스틴이 올나잇 필리버스터 중 연설을 하고 있다.

필리버스터(filibuster) 또는 합법적 의사진행 방해(合法的 議事 進行 妨害)는 의회 운영 절차의 한 형태로서, 입법부나 여타 입법 기관에서 구성원 한 사람이 어떤 안건에 대하여 장시간 발언하여 토론을 포기하고 진행되는 표결을 지연하거나 완전히 막고자 하는 행위이다.

## 개요
'필리버스터'라는 말은 1851년에 처음으로 쓰였다. 이 낱말은 스페인어 '필리부스테로'(filibustero)에서 나온 말로, '해적', '도적', '해적선', '약탈자'를 뜻하는 말이다. 또 이 낱말은 원래 프랑스어 '플리뷔스티에르'(flibustier)에서, 또 네덜란드어 '브리부이터'(vribuiter, 도적)에서 유래한 말이다. 당시 '필리버스터'란 표현은 미국에서 보통 미국 중앙 정부를 전복하고자 하던 남부 주의 모험가들을 이르는 말이었으나, 토론을 전횡하는 방식이 이와 같다고 여겨져 의사 진행 방해자를 이르는 말이 되었다.
대한민국에서는 국회법 제 106조의2에 의거하여 재적의원 3분의 1 이상이 서명한 요구서를 의장에게 제출한다면 가능한 합법적 행위이다. 2016년 2월 23일 정의화 국회의장이 테러방지법을 대한민국 제340회 국회(임시회) 본회의에 직권상정하자, 야당은 표결을 막고자 52년 만에 테러방지법 반대 필리버스터를 시작한 것이 대표적인 예이다. 통칭 무제한 토론(無制限討論)이라고 한다.

## 기원
의회 내에서 긴 발언을 통해 의사진행방해를 하는 것은 고대 로마 원로원에서부터 전해져 내려온다. 마르쿠스 포르키우스 카토(소 카토)는 정부의 법안 가결을 막기 위해, 밤까지 긴 발언을 이어가는 것을 자주 썼다. 그때 로마 원로원은 해질녘까지 모든 일이 끝나야 한다는 규칙을 두고 있었기 때문에, 이러한 전술로 표결을 막기에 좋았다. 카토는 이렇게 율리우스 카이사르가 입안하는 정책을 막는 데 사용했다.

## 각국의 사례

### 대한민국
- 1964년 김대중 전 대통령의 필리버스터
- 테러방지법 반대 필리버스터
- 패스트 트랙 반대 필리버스터
- 검수완박 반대 필리버스터
- 채상병 특검 반대 필리버스터

### 영국
영국 의회에서는 필리버스터 전략으로 무효가 된 법안을 "심도 논의됐다 (talked out)"고 말하기도 한다. 하원 절차상 의원은 토론이 진행 중이거나 고려되고 있는 사안과 밀접한 관련이 있는 요점만 발언 중에 다뤄야 한다. 영국 하원과 상원에서 이뤄진 필리버스터 사례로는 다음을 들 수 있다.
- 1874년 요셉 길리스 비거 의원은 하원에서 아일랜드 탄압법 통과를 지연시키기 위해 긴 연설을 시작했다. 훗날 1880년에 아일랜드 의회당 대표가 되는 아일랜드 민족주의 성향의 젊은 국회의원이었던 찰스 스튜어트 퍼넬도 비거의 전략에 동참하여, 의회 의정을 방해해 자유당과 보수당이 본인과 당에게 협상을 할 수밖에 없도록 하려 했다. 이렇게 개시된 필리버스터는 대단한 성공을 거뒀고, 퍼넬과 같은 당 의원들은 의회에서 자치 정부로 회귀토록 하자는 아일랜드 문제를 잠시나마 심각하게 다룰 수밖에 없도록 하는데에도 성공했다.
- 1983년 존 골딩 노동당 의원은 영국통신 법안의 상임위 자리에서 밤샘 개회 시간 동안 11시간 넘게 발언했다. 하지만 이 경우는 하원 회의장이 아닌 상임위원회에서 이뤄진 것이었기에 식사 휴식 시간을 누리는 것도 가능했다.
- 1998년 7월 3일, 마이클 포스터 노동당 의원이 발의한 야생 포유동물 (개사냥) 법안이 야당의 필리버스터로 원내에서 막혔다.
- 2000년 1월, 자격박탈법 법안에 반대하는 보수당 의원들이 주도한 필리버스터로 인해 토니 블레어 총리의 취임 1000일째와 관련된 당일 의사 일정이 취소되기에 이르렀다. 하지만 이 의사 일정에 수상 질의시간이 포함됐기 때문에, 윌리엄 해긴 당시 보수당 대표로서는 총리에게 강경한 대립 입장을 보일 수 있는 기회를 잃고 말았다.
- 2007년 4월 20일, 정보자유법에서 국회의원을 제외시키는 것을 골자로 한 보통의원 법안이, 5시간 넘게 토론한 사이먼 휴스와 노먼 베이커 자유민주당 의원을 필두로 여러 의원들이 '심도 논의'하면서, 당일 의정 시간을 벗어나 '처리법안 더미 밑바닥으로 내려보내'졌다. 그러나 그밖에 토의할 보통의원 발의 법안이 없어 해당 법안은 다음 주 월요일에 다시 상정됐다.[7]

### 캐나다
- 2011년 6월 23일부터 6월 25일까지 신민주당 소속 캐나다 하원 의원 103명이 우편 노동자들의 노동 계약과 관련된 법안의 통과를 막기 위해 58시간 동안의 필리버스터를 진행했다.

## 같이 보기
- 자유거부권

## 참고 문헌
- Beth, Richard; Stanley Bach (2003년 3월 28일). 《Filibusters and Cloture in the Senate》. Congressional Research Service.
- Sarah A. Binder and Steven S. Smith, Politics or Principle: Filibustering in the United States Senate. Washington, D.C.: Brookings Institution Press, 1996. ISBN 0-8157-0952-8
- Eleanor Clift, "Filibuster: Not Like It Used to Be," Newsweek, 24 Nov. 2003.
- Bill Dauster, "It’s Not Mr. Smith Goes to Washington: The Senate Filibuster Ain’t What it Used To Be", The Washington Monthly, Nov. 1996, at 34-36.
- Alan S. Frumin, "Cloture Procedure," in Riddick's Senate Procedure, 282–334. Washington, D.C.: Government Printing Office, 1992.
- Gregory Koger (2010). Filibustering: A Political History of Obstruction in the House and Senate. Chicago: University of Chicago Press. ISBN 978-0-226-44964-7. OCLC 455871593.
- Lazare, Daniel (1996). 《The Frozen Republic: How the Constitution Is Paralyzing Democracy》. Harcourt. ISBN 978-0-15-100085-2. OCLC 32626734.
- Jessica Reaves, "The Filibuster Formula 보관됨 2013-01-16 - 웨이백 머신," Time, 25 Feb. 2003.
- U.S. Senate, "Filibuster and Cloture."
- U.S. Senate, "Filibuster Derails Supreme Court Appointment."

## 참고 미디어
- BBC, "Filibustering," at BBC News, 16 July 2005.
- BBC, "MP's marathon speech sinks bill" at BBC News, 2 Dec. 2005.